# Союз возрождения России
«Сою́з возрожде́ния Росси́и» или СВР возник в марте — мае 1918 г. в Москве как широкая коалиция политических партий, противостоявших Совету Народных Комиссаров.

## История
«Союз» был основан членами партий кадетов, энесов и эсеров. Позднее в «Союз» вошли независимые социал-демократы, меньшевики «Единства» (находились на правом фланге РСДРП), беспартийные, но стоявшие на «государственно-патриотической точке зрения» (по декларации «Союза») и защите народоправства.
Политическая платформа «Союз» включала
- непризнание Брестского мира
- восстановление России в границах 1914 года за исключением Польши и Финляндии.
- возрождение русской государственности
- передачу власти директории в переходный период до созыва Учредительного собрания.

Членство в «Союзе» было индивидуальное и участники полностью сохраняли свою партийную принадлежность как и до вхождения в «Союз». Наиболее многочисленные и активные отделы «Союза» были в местах концентрации политических и военных сил, противостоящих большевикам — Архангельске, Вологде, Киеве, на Дону, в Москве, Петрограде. Эти отделы действовали подпольно.
С начала лета 1918 в СВР работала Военная комиссия во главе с генералом В. Г. Болдыревым, переправлявшая добровольцев в армии Белого движения.
Во второй половине лета 1918 года руководители «Союза» Н. В. Чайковский, В. А. Мякотин, А. А. Титов, А. В. Пешехонов выехали из Москвы.
СВР сыграл большую роль в подготовке антибольшевистского переворота в Архангельске (2.8.1918). Н. В. Чайковский возглавил в Архангельске коалиционное правительство Северной области, также известное как Верховное управление Северной области, в его состав вошли члены Союза Я. Т. Дедусенко, П. Ю. Зубов, С. С. Маслов.
Члены ЦК СВР участвовали в работе 1-го (15–16.7.1918) и 2-го (20–25.8.1918) государственных совещаний в Челябинске, создании Временного областного правительства Урала (член СВР Л. А. Кроль занял в нём должность заместителя председателя Совета министров и министра финансов), а также в проведении Государственного совещания в Уфе (8–23.9.1918), где содействовали образованию Уфимской директории (Н. Д. Авксентьев и В. Г. Болдырев вошли в её состав).
В. А. Мякотин, А. А. Титов и А. В. Пешехонов образовали отделения «Союза» на юге России.
В результате отъезда названных руководителей и ареста С. П. Мельгунова деятельность «Союза» в Москве фактически прекратилась.

## Список учредителей «Союза»
- Кадеты: Н. И. Астров, Н. Н. Щепкин, Н. М. Кишкин, Д. И. Шаховской
- Эсеры: Н. Д. Авксентьев, И. И. Бунаков-Фондаминский, А. А. Аргунов (Воронович)
- Энесы: Н. В. Чайковский, В. В. Волк-Карачевский, В. А. Мякотин, С. П. Мельгунов, А. А. Титов, А. В. Пешехонов.

Вошли в «Союз» позже:
- Меньшевики: В. О. Левицкий (Цедербаум)[5], А. Н. Потресов и В. Н. Розанов
- Эсеры: Н. Д. Кондратьев, П. А. Сорокин[6] и С. С. Маслов
- Трудовики: Д. М. Одинец

## «Союз» в Омске
Одна из крупнейших организаций «Союза» была создана в Омске Н. А. Филашевым-Новиковым, В. А. Жардецким, В. Куликовым, Каргаловым, Ишерским, Двинаренко и членом Учредительного Собрания В. Е. Павловым. Как и другие отделения СВР Омский «Союз» противостоял большевикам и поддерживал по большинству вопросов Верховного правителя Российского государства Колчака, Временное Сибирское правительство П. В. Вологодского, «Деловой Кабинет» Д. Л. Хорвата и считали иностранную интервенцию вынужденной необходимостью. Омский «Союз» выступал против правительства П. Я. Дербера. В 1920 г. Омский «Союз» прекратил существование из-за поражения в Гражданской войне и победы Советского правительства большевиков. Многие члены Омского «Союза» были арестованы и репрессированы.